# Clairève Grandjouan
Pour les articles homonymes, voir Grandjouan.
Clairève Grandjouan est une archéologue franco-américaine, née le 10 octobre 1929 dans le 16e arrondissement de Paris et morte le 31 mai 1982 à New-York,,,,.

## Biographie
Elle a obtenu un doctorat du Collège Bryn Mawr. Après avoir travaillé sur des fouilles à Athènes, elle est devenue secrétaire générale de l'Institut archéologique américain de 1962 à 1968, ainsi que l'éditrice de son bulletin, et a enseigné à l'Université de New York de 1963 à 1968. Puis elle a enseigné au Hunter College à partir de 1968, dans le domaine des études classiques et orientales. Elle est devenue professeur en 1981.
Elle intervenait souvent en public, était décrite comme stimulante, amusante et bien informée sur une grande variété de sujets d'études et était considérée comme une éducatrice accomplie.
Elle était une personnalité vivante et a écrit des articles académiques ainsi que de la fiction, dont une parodie intitulée The Dormouse Caper qui est décrite comme montrant son point de vue sur l'enseignement, l'érudition et la vie.
Elle est morte des suites d'une maladie en 1982.

## Famille
Elle était la fille de Jacques-Olivier Grandjouan, et la petite-fille de Jules Grandjouan. Sa sœur, Fleur Grandjouan, a épousé le journaliste et historien kényan Hilary Ng'weno. Ils ont eu deux filles:  Amolo et Bettina.

## Publications
- Hellenistic Relief Molds from the Athenian Agora, Princeton, American School of Classical Studies, 1989 (ISBN 9780876615232, lire en ligne )
- Pylos comes alive: industry, avec Cynthia W. Shelmerdine (en) et Thomas G. Palaima (en), New-York, 1984.
- Petit guide de l'Agora d'Athènes, rédigé par Homer Thompson (en), traduction française avec Jacques-Olivier Grandjouan, Princeton, 1977.
- Plastic Lamps and Terracottas of the Roman Period, Princeton, American School of Classical Studies, 1961 (lire en ligne)
- The Athenian Agora: results of excavations conducted by the American school of classical studies at Athens, Princeton, 1961.
- Les bêtes que j'aime, poèmes de Louv'a pour les petits, avec Louv'a Grandjouan et Hélène Guertik, Paris, Flammarion, 1934.